# À Punt FM
À Punt FM (también llamada La ràdio d'À Punt o, simplemente, À Punt Ràdio) es una emisora de radio española, principal estación de la CVMC, el grupo de comunicación pública de la Comunidad Valenciana. Su programación es generalista y con especial enfoque a la información, deportes, igualdad, medio ambiente, cocina, literatura y música, con el valenciano como lengua vehicular.

## Historia
Desde que las instalaciones de la antigua radio pública autonómica en la Avenida Blasco Ibáñez de la ciudad de Valencia fueron desmanteladas en octubre de 2014, el edificio ha estado vacío, cerrado y sin uso. El inmueble, según fuentes consultadas del Consejo, es propiedad de la administración y no hay intención de venderlo. Se estudiaron diversas alternativas pero no se llegaron a concretar.
À Punt anunció en septiembre de 2017 que antes de acabar el año pondría en marcha una web, donde sobre todo habría contenidos infantiles y se iniciarían las emisiones de radio. Así lo explicó la directora general de À Punt Mèdia, Empar Marco, durante la presentación de la identidad visual de la plataforma multimedia À Punt en el Jardín Botánico de Valencia. Marco anticipó también que la televisión iniciaría sus emisiones durante el primer trimestre de 2018. La directora general defendió el trabajo que se está haciendo para volver a tener servicio público de radio, televisión y web a los ciudadanos.
El 13 de noviembre de 2017 comenzaron las emisiones en pruebas con música variada en valenciano, indicativos de la radio y sintonías donde se utilizaron eslóganes como L'espai públic de comunicació de les valencianes i els valencians, Estem amb tu o L'estaves esperant.
El 11 de diciembre de 2017 empezó a emitir de manera oficial.
El 5 de marzo de 2018 comenzaron los primeros informativos de radio mediante boletines horarios.
Un mes después comenzaron el programa informativo y de tertúlia Les notícies del matí con Elpídia Bellver.

## Logotipos

2017-presente.
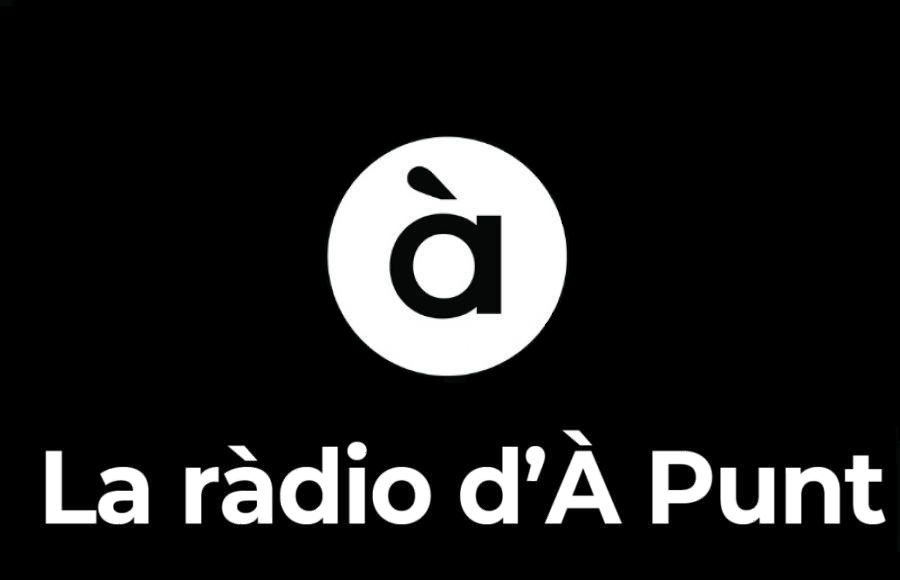
Logo alternativo. 2017-presente.

## Frecuencias

### Valencia
- Ademuz : 98.6 FM
- La Safor: 103.5 FM
- Valle de Albaida: 105.2 FM
- Utiel - Requena: 100.9 FM
- Huerta de Valencia - Campo de Murviedro: 102.2 FM
- La Costera: 101.5 FM
- Campo de Turia: 94.5 FM

### Castellón
- Castellón de la Plana 103.7 FM
- Pina de Montalgrao: 102.0 FM
- Morella: 96.8 FM
- Alto Maestrazgo - Los Puertos de Morella: 101.3 FM
- Bajo Maestrazgo: 92.0 FM

### Alicante
- Alicante: 96.5 FM
- Aitana: 103.0 FM
- Hoya de Alcoy: 98.7 FM
- Hoya de Castalla: 91.3 FM
- Marina Baja: 101.2 FM
- Marina Alta: 93.5 FM
- Elche : 98.4 FM
- Bajo Segura: 100.5 FM
- Alto Vinalopó: 95.0 FM
- Medio Vinalopó: 96.2 FM